# Mărgău
Mărgău est une commune de Transylvanie, en Roumanie, dans le județ de Cluj. Elle est composée des villages Mărgău, Bociu, Buteni, Ciuleni, Răchițele, Scrind-Frăsinet.